# Seznam zkratek z období komunistického Československa
Seznam zkratek z období komunistického Československa uvádí přehled zkratek souvisejících s politickým, společenským a hospodářským životem v období komunistického režimu v letech 1948–1989.

## Státní orgány a státní správa
- ČNR – Česká národní rada
- FS – Federální shromáždění
- FMNO – Federální ministerstvo národní obrany (viz MNO)
- FMV – Federální ministerstvo vnitra (viz MV)
- HSTD – Hlavní správa tiskového dohledu[1] (viz ÚPS)
- KNV – Krajský národní výbor
- MěNV – Městský národní výbor
- MNO – Ministerstvo národní obrany
- MNB – Ministerstvo národní bezpečnosti
- MNV – Místní národní výbor
- MV – Ministerstvo vnitra
- NV – Národní výbor
- ONV – Okresní národní výbor
- ÚPS – Ústřední publikační správa[2][3]
- ÚTI – Úřad pro tisk a informace (po 1969 ČÚTI – český, SÚTI – slovenský, FÚTI – federální)
- SL – Sněmovna lidu
- SN – Sněmovna národů
- SNR – Slovenská národní rada
- SPK – Státní plánovací komise
- SÚC – Státní úřad pro věci církevní
- SÚP – Státní úřad plánovací
- VLK – Výbor lidové kontroly

### Bezpečnostní složky státního aparátu
- LM – Lidové milice (ve skutečnosti ozbrojená složka KSČ, nikoli součást státního aparátu)
- PS – Pohraniční stráž
- PS VB – Pomocná stráž Veřejné bezpečnosti
- SNB – Sbor národní bezpečnosti
- StB – Státní bezpečnost
- VB – Veřejná bezpečnost

## Politické strany a odborové organizace
- ČSL – Československá strana lidová
- ČSS – Československá strana socialistická
- KSČ – Komunistická strana Československa
- KSS – Komunistická strana Slovenska
- ROH – Revoluční odborové hnutí
- SSL – Strana slobody
- SSO – Strana slovenskej obrody
- ÚRO – Ústřední rada odborů

### Organizační zkratky
- FV – Fakultní výbor (FV KSČ apod.)
- KV – Krajský výbor (KV KSČ apod.)
- OV – Okresní výbor (OV KSČ apod.)
- ÚKRK – Ústřední kontrolní a revizní komise (v politických stranách i jiných organizacích)
- ÚV – Ústřední výbor (ÚV KSČ apod.)
- ZR – Závodní rada
- ZV – Závodní výbor (ZV KSČ, ZV ROH apod.), případně CZV – Celozávodní výbor

### Opoziční organizace
- K231 – Klub 231 – organizace bývalých politických vězňů
- KAN – Klub angažovaných nestraníků (po roce 1990 obnoveno)
- RSČ – Rada svobodného Československa
- VONS – Výbor na obranu nespravedlivě stíhaných

## Organizace Národní fronty
- ČSM – Československý svaz mládeže (předchůdce SSM)
- ČSOP – Český svaz ochránců přírody
- ČSSPB – Československý svaz protifašistických bojovníků
- ČSTV – Československý svaz tělesné výchovy
- ČSVTS – Československá vědeckotechnická společnost
- ČSŽ – Československý svaz žen
- DPM – Dům pionýrů a mládeže
- LSM – Leninský svaz mladých[4]
- NF – Národní fronta Čechů a Slováků (obvykle jen Národní fronta)
- PO SSM – Pionýrská organizace Socialistického svazu mládeže
- SČSP – Svaz československo-sovětského přátelství
- SPB – Svaz protifašistických bojovníků
- SPOZ – Sbor pro občanské záležitosti – zakládán obvykle při MNV či MěNV, zajišťoval (a často stále zajšťuje) v obcích občanské obřady, například vítání občánků či osvětu ohledně občanských pohřbů[5]
- SSM – Socialistický svaz mládeže (s orgány na různých úrovních: ÚV SSM, KV SSM, OV SSM, MV SSM, FV SSM (fakultní výbor)...)
- Svazarm – Svaz pro spolupráci s armádou
- ÚDPMJF – Ústřední Dům pionýrů a mládeže Julia Fučíka, viz DPM
- ZPOZ – Zbor pre občianské záležitosti (slovenská verze českého SPOZ)

## Kultura a školství
- AUS – Armádní umělecký soubor Víta Nejedlého
- ASUT – Armádní soutěž umělecké tvořivosti
- ČSAV – Československá akademie věd
- ČST – Československá televize
- LŠU – Lidová škola umění
- MDH – Mezinárodní dělnické hnutí
- ML, M-L – Marxismus-leninismus
- NKK – Národní kulturní komise
- PKO – Park kultury a oddechu
- PKOJF – Park kultury a oddechu Julia Fučíka v Praze
- RSDr. – Doktor sociálně-politických věd
- SČSS – Svaz československých spisovatelů
- SČVU – Svaz československých výtvarných umělců
- SNKLU – Státní nakladatelství krásné literatury a umění
- SPS – Státní památková správa
- SÚRPMO – Státní ústav pro rekonstrukci památkových měst a objektů
- SVVŠ – Střední všeobecně vzdělávací škola (dobový název pro Gymnázium)
- ÚSČVU – Ústřední svaz československých výtvarných umělců
- ÚVTEI – Ústředí vědeckých, technických a ekonomických informací, viz VTEI
- VK – Vědecký komunismus
- VTEI – Vědecké, technické a ekonomické informace – princip řízení specializovaných knihovních služeb do roku 1989
- VTR – Vědeckotechnická revoluce
- VUML – Večerní univerzita marxismu-leninismu
- ZDŠ – Základní devítiletá škola

## Hospodářství

### Obecné zkratky
- BSP – Brigáda socialistické práce
- DKP – Drobné a krátkodobé předměty, v předmětném období často používaný účetní termín („dékápko“, spotřební předměty)
- JRD – Jednotné rolnícke družstvo (slovenská obdoba JZD)
- JZD – Jednotné zemědělské družstvo
- KZS – Krajská zemědělská správa
- LSD – Lidové spotřební družstvo[1], jinak také Okresní lidové spotřební družstvo Jednota
- NP – Národní podnik
- NPT – Nápravně pracovní tábor
- OPBH – Okresní podnik bytového hospodářství
- OZS – Okresní zemědělská správa
- PZO („pézetka“) – Podnik zahraničního obchodu
- STS – Strojní a traktorová stanice
- TNP – Tábor nucené práce
- ÚNZ – Ústav národního zdraví (KÚNZ – krajský, OÚNZ – okresní)
- VHJ – Výrobně hospodářská jednotka
- ZZN – Zemědělské zásobování a nákup

### Podniky
- ADAST – Adamovské strojírny
- AZKG – Automobilové závody Klementa Gottwalda
- AZNP – Automobilové závody národní podnik
- BAZ – Bratislavské automobilové závody
- BSS – Brandýské strojírny a slévárny
- CEVA – Cementárny a vápenky
- CKM – Cestovní kancelář mládeže
- ČSAD – Československá státní automobilová doprava
- ČSAO – Československé automobilové opravny
- ČSD – Československé státní dráhy
- ČSF – Československý film
- ČSSS – Československé státní statky
- ČSTP – Československý tabákový průmysl
- ČSTSP – Česká státní spořitelna
- DAREX – Dárkový export
- CHEPOS – Chemická a potravinářská zařízení, trust podniků
- CHZJD – Chemické závody Juraja Dimitrova v Bratislavě[6]
- CHZ Litvínov – Chemické závody v Litvínově
- JmDZ – Jihomoravské dřevařské závody[7]
- LIAZ – Liberecké automobilové závody
- LVT – Liberecké výstavní trhy
- MCHZ – Moravské chemické závody v Ostravě
- Narpa – dobový název pro prodejny papírnictví (zkratka Národní papírny)
- NHKG – Nová huť Klementa Gottwalda
- Petrimex – petrochemický import a export
- PMV – Průmysl mléčné výživy, národní podnik, několik odštěpných regionálních závodů
- PNS – Poštovní novinová služba
- PPS – Podpolianske strojárne Detva
- PRECHEZA – Přerovské chemické závody
- PVT – Podnik výpočetní techniky
- RaJ – Restaurace a jídelny
- SBČS – Státní banka československá
- SELIKO – Severomoravské lihovary a konzervárny
- SETUZA – Severočeské tukové závody
- SONP Kladno – Spojené ocelárny národní podnik
- TAZ – Trnavské automobilové závody
- TMS – Továrny mlýnských strojů[8]
- TOS – Továrny obráběcích strojů, několik podniků
- TUZEX – Tuzemský export
- TŽ VŘSR – Třinecké železárny Velké říjnové socialistické revoluce
- ÚBOK – Ústav bytové a oděvní kultury[9]
- UP závody – Uměleckoprůmyslové závody, příp. Spojené uměleckoprůmyslové závody, několik podniků, československý výrobce nábytku
- VCHZ Pardubice – Východočeské chemické závody v Pardubicích
- VSŽ – Východoslovenské železiarne Košice
- VŽKG – Vítkovické železárny Klementa Gottwalda
- ZJŠ – Závody Jana Švermy[10]
- ZKL Brno – Závody kuličkových ložisek v Brně
- ZPA – Závody přístrojů a automatizace
- ZTS – Závody těžkého strojírenství, několik podniků
- ZŤS – Závody ťažkého strojárstva, několik podniků na Slovensku (např. ZŤS Dubnica)
- ZVIL – Závody V. I. Lenina Plzeň
- ZVS – Závody všeobecného strojírenství
- ZVÚ – Závody Vítězného února

## Vojenské zkratky
- ČSLA – Československá lidová armáda
- DVT (deveťák) – Dozorčí vojenského tělesa, nověji Dozorčí útvaru[11]
- HS VKR – Hlavní správa vojenské kontrarozvědky (viz VKR)
- OVS – Okresní vojenská správa
- PŠM – Politické školení mužstva[11]
- PTP – Pomocné technické prapory (také Vojenské Tábory nucených prací, či VTNP)
- PVS – Politicko-výchovná světnice[11]
- VAAZ – Vojenská akademie Antonína Zápotockého
- VK – Vojenská knížka
- VK (VKVŠ) – Vojenská katedra vysoké školy
- VKR – Vojenská kontrarozvědka
- VÚ – Vojenský útvar
- VVŠ – Vojenská vysoká škola (např. VVŠ PV)
- VZS – Voják základní služby
- ZVP – Zástupce velitele pro věci politické
- ZVS – Základní vojenská služba (někdy také VZS)

## Geografické zkratky (státy)
- ALR – Albánská lidová republika (Albánie v letech 1946–1976)
- ASLR – Albánská socialistická lidová republika (Albánie v letech 1976–1991)
- BLR – Bulharská lidová republika
- ČLR – Čínská lidová republika
- ČSR – Československá republika (do roku 1960)
- ČSR – Česká socialistická republika (po federativním uspořádání, tedy v letech 1969–1990)
- ČSSR – Československá socialistická republika
- KLDR – Korejská lidově demokratická republika
- KS – Kapitalistické státy (viz též NSZ)
- MLR – Maďarská lidová republika
- MoLR – Mongolská lidová republika
- NDR – Německá demokratická republika
- NSR – Německá spolková republika
- NSZ – Nesocialistické země (viz též KS)
- PLR – Polská lidová republika
- RSFSR – Ruská sovětská federativní socialistická republika (největší členský stát SSSR, předchůdce Ruska)
- RSR – Rumunská socialistická republika
- SFRJ – Socialistická federativní republika Jugoslávie
- SSR – Slovenská socialistická republika (po federativním uspořádání, tedy v letech 1969–1990)
- SSSR – Svaz sovětských socialistických republik neboli Sovětský svaz
- VSR – Vietnamská socialistická republika

## Mezinárodní organizace
- MON – Mezinároní organizace novinářů
- MSS – Mezinárodní svaz studentstva
- RVHP – Rada vzájemné hospodářské pomoci
- VS – Varšavská smlouva

## Historie a svátky
- MDŽ – Mezinárodní den žen[12]
- SNP – Slovenské národní povstání
- VŘSR – Velká říjnová socialistická revoluce

## Reflexe v populární kultuře
- Zkratky – populární píseň Ivana Mládka, humorná reflexe častého používání zkratek v předmětné době[13][14]